# Championnat des Émirats arabes unis de football 1991-1992
Navigation
Saison précédente Saison suivante
La saison 1991-1992 du Championnat des Émirats arabes unis de football est la dix-huitième édition du championnat national de première division aux Émirats arabes unis. Les seize meilleures équipes du pays sont regroupées au sein d'une poule unique où elles s'affrontent deux fois, à domicile et à l'extérieur. En fin de saison, pour permettre le passage du championnat de 16 à 12 équipes, les cinq derniers du classement sont directement relégués et remplacés par le meilleur club de deuxième division.
C'est le club d'Al Wasl Dubaï qui remporte la compétition, après avoir terminé en tête du classement final, avec un seul point d'avance sur Sharjah SC et deux sur le Bani Yas Club. C'est le 5e titre de champion des Émirats arabes unis de l'histoire du club.

## Les clubs participants
| - Sharjah SC - Al-Wahda Club - Al Ahly Dubaï - Emirates Club - Al Ain Club - Bani Yas Club - Kalba Union - Al Ahly Fujeira - Promu de D2 | - Al Nasr Dubaï - Al Shabab Dubaï - Al-Khaleej Club - Al Wasl Dubaï - Al Sha'ab Sharjah - Al Jazira Club - Ras Al Khaima - Ajman Club - Promu de D2 |

## Compétition

### Classement
Le classement est établi sur le barème de points classique (victoire à 2 points, match nul à 1, défaite à 0).
| Rang | Équipe              | Pts | J  | G  | N  | P  | Bp | Bc | Diff |
| ---- | ------------------- | --- | -- | -- | -- | -- | -- | -- | ---- |
| 1    | Al Wasl Dubaï       | 46  | 30 | 18 | 10 | 2  | 75 | 27 | +48  |
| 2    | Sharjah SC          | 45  | 30 | 19 | 7  | 4  | 63 | 17 | +46  |
| 3    | Bani Yas Club (C)   | 44  | 30 | 18 | 8  | 4  | 49 | 16 | +33  |
| 4    | Al Shabab Dubaï (T) | 40  | 30 | 15 | 10 | 5  | 57 | 27 | +30  |
| 5    | Al Nasr Dubaï       | 39  | 30 | 16 | 7  | 7  | 51 | 30 | +21  |
| 6    | Al Ahly Dubaï       | 37  | 30 | 15 | 7  | 8  | 44 | 28 | +16  |
| 7    | Al Ain Club         | 34  | 30 | 13 | 8  | 9  | 42 | 35 | +7   |
| 8    | Al Jazira Club      | 32  | 30 | 12 | 8  | 10 | 26 | 43 | -17  |
| 9    | Al-Wahda Club       | 30  | 30 | 11 | 8  | 11 | 38 | 35 | +3   |
| 10   | Al-Khaleej Club     | 28  | 30 | 8  | 12 | 10 | 26 | 35 | -9   |
| 11   | Emirates Club       | 27  | 30 | 9  | 9  | 12 | 28 | 29 | -1   |
| 12   | Kalba Union         | 27  | 30 | 10 | 7  | 13 | 36 | 49 | -13  |
| 13   | Al Sha'ab Sharjah   | 24  | 30 | 9  | 6  | 15 | 29 | 43 | -14  |
| 14   | Al-Ahly Fujeira (P) | 12  | 30 | 3  | 6  | 21 | 14 | 49 | -35  |
| 15   | Al Khaima Club      | 8   | 30 | 1  | 6  | 23 | 18 | 59 | -41  |
| 16   | Ajman Club (P)      | 7   | 30 | 1  | 5  | 24 | 16 | 90 | -74  |

|  | Qualification pour la Coupe des clubs champions 1992-1993                                   |
|  | Qualification pour la Coupe des Coupes 1992-1993                                            |
|  | Qualification pour la Coupe des clubs champions du golfe Persique 1993                      |
|  | Participation au barrage de relégation                                                      |
|  | Relégation directe en deuxième division                                                     |
|  | (T) : Tenant du titre (C) : Vainqueur de la Coupe des Émirats arabes unis (P) : Promu de D2 |

### Matchs

#### Barrage de relégation
Deux équipes ont terminé à égalité à la 11e place, la dernière non-relégable. Elles doivent donc disputer un barrage pour connaître laquelle des deux va se maintenir en première division.
| Équipe 1    | Résultat      | Équipe 2      |
| ----------- | ------------- | ------------- |
| Kalba Union | 1 - 1 5-4 tab | Emirates Club |

## Bilan de la saison
| Championnat des Émirats arabes unis de football 1991-1992                        |                                                                           |
| Champion                                                                         | Al Wasl Dubaï (5e titre)                                                  |
| Coupes et trophées                                                               |                                                                           |
| Vainqueur de la Coupe des Émirats arabes unis 1991-1992                          | Bani Yas Club                                                             |
| Qualifications continentales                                                     |                                                                           |
| Coupe des clubs champions 1992-1993                                              | Al Wasl Dubaï                                                             |
| Coupe des Coupes 1992-1993                                                       | Bani Yas Club                                                             |
| Coupe des clubs champions du golfe Persique 1993                                 | Al Shabab Dubaï                                                           |
| Promotions et relégations                                                        |                                                                           |
| Promus en UAE Football League                                                    | Al Oruba                                                                  |
| Relégués en Championnat des Émirats arabes unis de football de deuxième division | Emirates Club Al Sha'ab Sharjah Al-Ahly Fujeira Al Khaima Club Ajman Club |